# Mado (film)
Mado is een Frans-Italiaanse film van Claude Sautet die werd uitgebracht in 1976.

## Samenvatting
Julien, de vennoot van Simon Léotard, een liberale vijftiger die bouwpromotoren financiert, heeft zelfmoord gepleegd en laat daarbij een aanzienlijk financieel gat achter. Plotseling staat Léotard aan de rand van het faillissement. Lépidon, een malafide concurrent, eist dat de wisselbrieven die hij Julien destijds toegestaan heeft, door hem voldaan worden. Léotard is van plan zich te wreken op Lépidon. Daarin zullen Mado, een jonge hoer op wie hij verslingerd is geraakt, haar werkloze vriend Pierre en Manecca, ooit de rechterhand van Lépidon, een grote rol spelen...

## Rolverdeling
| Acteur             | Personage                |
| ------------------ | ------------------------ |
| Michel Piccoli     | Simon Léotard            |
| Ottavia Piccolo    | Mado                     |
| Jacques Dutronc    | Pierre                   |
| Charles Denner     | Reynald Manecca          |
| Romy Schneider     | Hélène                   |
| Julien Guiomar     | Lépidon                  |
| Claude Dauphin     | Vaudable                 |
| Michel Aumont      | Aimé Barachet            |
| Jean Bouise        | André, de man van Hélène |
| André Falcon       | Mathelin                 |
| Bernard Fresson    | Julien                   |
| Benoît Allemane    | Antoine                  |
| Jacques Richard    | Girbal                   |
| Jean-Denis Robert  | Alex                     |
| Nathalie Baye      | Catherine (een vriendin) |
| Jean-Paul Moulinot | Papa                     |
| Daniel Russo       | Roger                    |
| Dominique Zardi    | Crovetto                 |
| Denise Filiatrault | Lucienne                 |
| Marie Mansart      | Jacqueline               |
| Michel Bardinet    | Félix                    |
| Sabine Glaser      | zus van de bruidegom     |
| Nicolas Vogel      | Maxime                   |
| Marc Chapiteau     | Francis                  |
| André Cassan       | Marcel Portier           |